# Tzintzimeo
Tzintzimeo es una localidad del estado mexicano de Michoacán. Es parte del municipio de Álvaro Obregón.

## Demografía
| Gráfica de evolución demográfica |
|                                  |

| Censo | Población |
| ----- | --------- |
| 1900  | 257       |
| 1910  | 228       |
| 1921  | 201       |
| 1930  | 322       |
| 1940  | 351       |
| 1950  | 356       |
| 1960  | 503       |
| 1970  | 528       |
| 1980  | 941       |
| 1990  | 1 215     |
| 2000  | 1 332     |
| 2010  | 1 500     |
| 2020  | 1 678     |